# Ilafy
Pour les articles homonymes, voir Ilafy (homonymie).
Ilafy est une commune rurale de Madagascar située dans le district d'Ambatondrazaka, dans la partie centrale de la région Alaotra-Mangoro.